# ゆうやけトリップ
『ゆうやけトリップ』は、ともひによる日本の漫画作品。2019年12月27日から芳文社の漫画配信サイト『COMIC FUZ』にて連載中。新聞部の女の子とそのクラスメイトが心霊スポットの取材で迷路のような架空の街「宵の坂町」を探検する様子を描く。

## あらすじ
階段と坂と古くから怪談に纏わる場所の多い町「宵の坂町」の中学校では最近、生徒の持ち込んだ雑誌の影響からか心霊スポットの噂が流行していた。
新聞部の幽霊部員をしている中学二年生・蜷森茜はクジ引きの結果、壁新聞の新連載「心霊スポットの町内レポート」の取材担当者になってしまう。気の進まないまま物静かな教室に戻ってきた茜は、たまたま一人教室に残っていた転校生・雨村藤乃に声をかけて一緒に心霊スポットに取材に行くことになった。
その日から心霊スポットの取材がてら夕焼け時の宵の坂町を歩く茜と藤乃の二人だけの不思議な放課後が始まったのだった。

## 登場人物

### 主要登場人物
蜷森 茜（になもり あかね）
宵の坂町の中学校に通う中学二年生。クラスは2年3組。天秤座のO型。髪はふわふわして柔らかいピンクで後ろをお団子に結んでいる。雨が近くなると湿気で寝癖がつく体質で天気予報に使えるほど。体型は中学生として考えても非常に小柄。小柄なわりには運動神経が良く急な坂でも難なく上り下りするだけでなく元気に走り回ってのけ、木登りもこなす。
本来は心霊スポットへは一人で行けない程度には臆病な性格だが、藤乃と一緒にいるときはむしろ好奇心旺盛で積極的な面が前面に出る。そのためにやや周囲への警戒も甘くなることもあり、六骨池の取材の時に草むらに隠れた水路に落ちかけたこともある。
家族構成は母、弟、祖父。
雨村 藤乃（あめむら ふじの）
茜の隣の席に座っている転校生。髪は青紫色の腰まで伸びるロングヘア。放課後はいつも窓際の一番後ろの席に一人で座っていることが多く、その時に茜に話しかけられたことをきっかけに彼女の取材に付き添うことになる。いつ頃に転校してきたかは茜も知らないもののまだ宵の坂町のことを十分知らない。
クラスに十分なじめていないのか茜以外との人間関係は希薄なようで、放課後以外も人と距離を置くことが多く、昼休みにご飯を食べることもない。
独特な感性を持つとともに非常に博識であり、心霊スポットの謎の解明にその知識が欠かせない。だがその博識さとは裏腹に運動音痴であり、ループ怪談の取材の時には茜が難なく周回していたのに対してヘトヘトになるまで疲弊していた。

### その他の登場人物
坂本（さかもと）
魚座のB型。茜のクラスメイトでショートヘアで活発な女子。昼休みには茜と西郷とで一緒に昼飯を食べていることが多い。
西郷（さいごう）
茜のクラスメイトで七三分けのロングヘアで眼鏡をかけている女子。占いに詳しく頻繁に関係する本を読んでいる。昼休みには茜と坂本とで一緒に昼飯を食べていることが多い。小学四年生の時は小田切と同じクラスだった。
小田切（おだぎり）
片目が隠れているボブカットの別のクラスの女子。生首神社が心霊スポットとして知られるようになった事件に関わっており、その原因を解明して記事にした茜に感謝の意を伝えた。
茜の弟
たまに姉と一緒にゲームを見たりテレビを見ている。

## 宵の坂町の心霊スポット・噂話
墓下（はかしも）トンネル
真上に墓地がある丘の下にある墓下地区に所在するトンネル。トンネルを通っていると「向こう側から近づいてくる幽霊の足音が聞こえる」という噂が流れている。
トンネルの向こう側は駅前商店街に繋がっている。
異界に迷い込むループ階段
住宅街のただ中にあり、近くには市民農園や児童公園がある心霊スポット。いつも明滅している二叉電灯を目印にして「逢魔が時に電灯が点いてから日没までの間に時計回りに四周階段を回ると異界に迷い込む」という噂が流れている。
生首神社
本来の名前は「主首神社」だが神社の額の主の部分が汚損しており生の字に見えている。心霊スポットとしての歴史は浅く、茜が小学四年生の時の事件によって「鳥居をくぐれば赤い血が垂れ落ちてくる」という噂が流れはじめ、人が近づかなくなったという。
夕陽丘の空き地
夕陽丘は茜の通っている学校の教室からも見える雛壇住宅地であり、心霊スポットとして知られているのはその上層にある空き地。丘を下層部から上層部まで貫く九十九階段を登り切った先にあり、心霊スポットとは思えないほどに景色の良い場所だが「誰もいないのに囁き声が聞こえる」という噂がある。
六骨池
鉄塔の森を登る谷戸地区にある溜め池で、そこで釣りをした生徒が「水面に誰か佇んでいるのを見た」と言われる。池からは用水路が流れ出しているが、夏場は水門を閉じており枯れた状態になっている。もともと湿地帯であることから非常に蒸し暑く、草も茜の身長を覆い隠すほどに伸びている。
池の近くには廃病院があり、その廃墟も心霊スポットとなっている。
宵闇団地のクスノキ
学校裏の崖の下の宵闇谷の団地にある雨の日限定の心霊スポット。木の下で雨宿りをしていると冷たい空気が流れ込んで、「死後の世界が見えたり幽霊に話しかけられたりする」という。
古街地区の口無し堂
茜が小学生の時に流行したおまじないスポット。願いごとのルールは「口無し堂で願ったことを家に帰るまでに誰に尋ねられても口にしてはならない」という。

## 書誌情報
- ともひ『ゆうやけトリップ』、芳文社〈FUZコミックス〉、既刊1巻（2021年3月1日現在）
  1. 2021年3月16日初版第1刷発行（同年3月1日発売[17]）、ISBN 978-4-8322-3810-7